# Aston Martin DB1
Der Aston Martin 2-Litre Sports ist ein von 1948 bis 1950 gebauter Sportwagen des Automobilherstellers Aston Martin. Nach der Einführung des Nachfolgers DB2 mit dem Reihensechszylinder von Lagonda wurde der 2-Litre Sports in DB1 umbenannt. Er war das erste Auto, das das Unternehmen unter dem neuen Eigentümer David Brown herstellte. Nur 16 Stück wurden gebaut.

## Fahrzeugcharakteristika
Der 2-Litre Sports wurde auf der London Motor Show von 1948 vorgestellt und basiert auf dem Prototyp Aston Martin Atom.
Der Atom war ein Aston-Martin-Projekt während des Zweiten Weltkrieges. Sein Rohrrahmenchassis und seinen 2,0-Liter-Vierzylindermotor entwickelte Claude Hill.
Kurz bevor David Brown Aston Martin kaufte, begann die Arbeit an einer überarbeiteten Version. Dieser Prototyp nahm 1948 an den 24 Stunden von Spa teil, um seine Ausdauer zu testen; er gewann das Rennen mit den Fahrern St. John Horsfall und Leslie Johnson. Der Wagen von Spa wurde wieder aufgebaut und auf der London Motor Show als erstes Exemplar einer neuen „Spa Replica“-Serie zum Verkauf angeboten, aber es fanden sich keine Interessenten.
Zusammen mit dem Publikumsmagneten Spa-Prototyp ließ Brown von Aston Martin einen zweisitzigen Roadster mit gewöhnlicherer Karosserie für die London Motor Show bauen (2-Litre Sports). Der Wagen hatte einen Motor von Claude Hill mit 90 bhp (66 kW) und 2 Litern Hubraum. Er erreichte eine Höchstgeschwindigkeit von 150 km/h.
13 dieser Autos hatten eine offene Roadsterkarosse, wie in London gezeigt, mit einem dreiteiligen Kühlergrill, wie er später von der Aston-Martin-Design-Abteilung vorgeschlagen wurde. Ein besonderes Ausstattungsdetail dieser Autos war der Stauraum für das Reserverad in einem Frontkotflügel. Ein weiterer 2-Litre wurde als Fahrgestell für kundenseitigen Karosserieaufbau versandt.

## Aston Martin DB1 Spa Sportroadster Paul Jackman Special
Während der normale DB1 ein eher schwerer viersitziger Tourenwagen war, wurde dieses Einzelstück von Ex-Lagonda-Designer Frank Feeley mit einer leichten Sportkarosserie (Aluminiumkarosserie auf Gitterrohrrahmen) versehen. Der Sportroadster entstand 1953 unter Verwendung eines originalen 4-Zylinder-Werksrennmotors (1998 cm³, ca. 63 kW, 175 km/h), der 1948 beim 24-Stunden-Rennen von Spa-Francorchamps erfolgreich unter St. John „Jock“ Horsfall und Leslie Johnson zum Einsatz kam. Dies war der erste Rennerfolg für Aston Martin nach dem Zweiten Weltkrieg. 1949 kam der Motor beim 24-Stunden-Rennen von Le Mans zum Einsatz. Für die Zulassung am 1. Juli 1953 wurde die originale Chassisnummer AMC48/1EN4/48/6 eines Testchassis des Aston-Martin-Werks-DB1 verwendet. Der Wagen nahm bis Anfang der 1960er-Jahre an verschiedenen Rennen teil. Ein Vorbesitzer war Paul Jackman, ein ehemaliger Konstrukteur von Aston Martin. Der Wagen war im Frühjahr 2010 im Meilenwerk Berlin zu sehen.

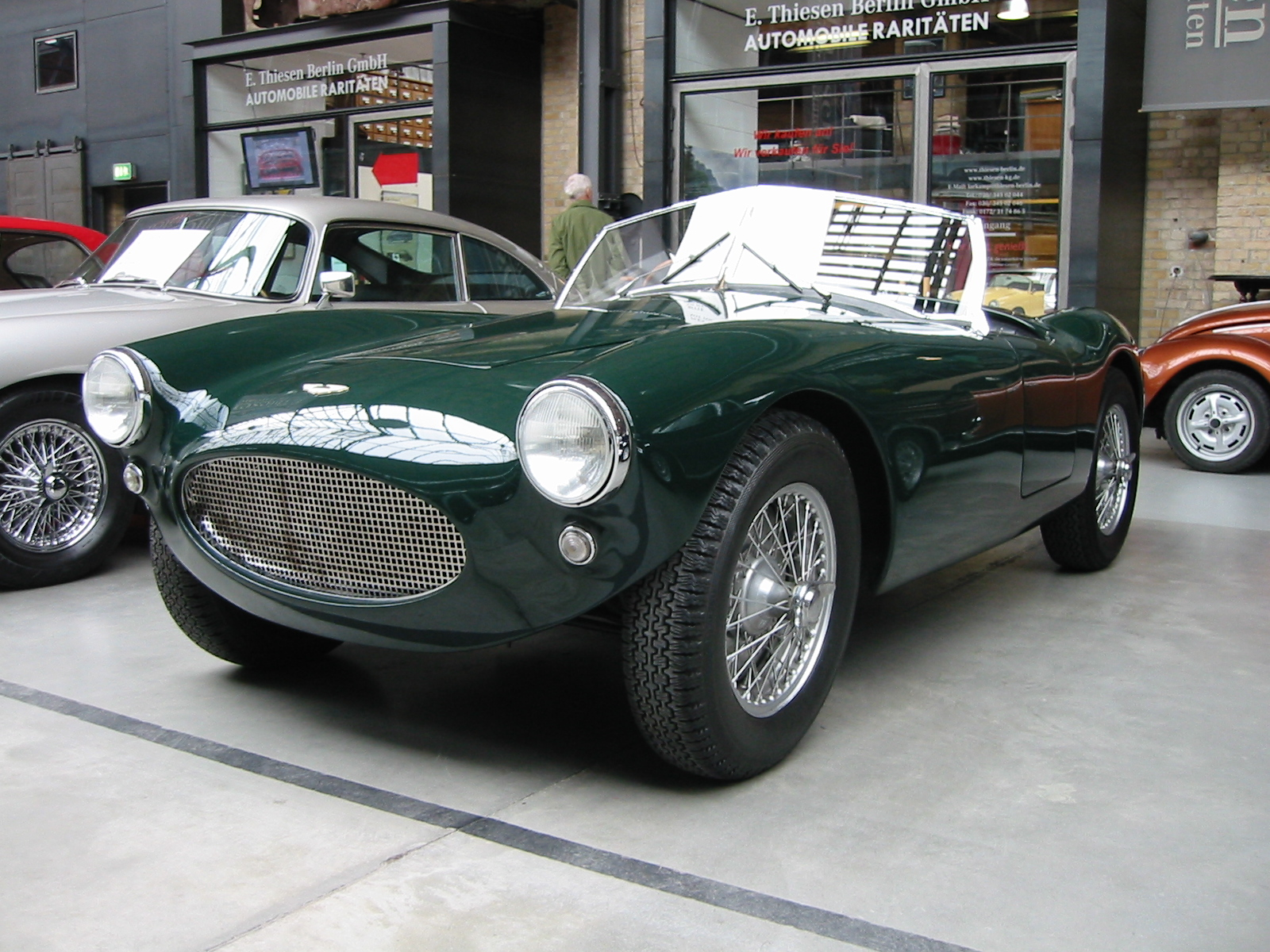
Aston Martin DB1 Spa
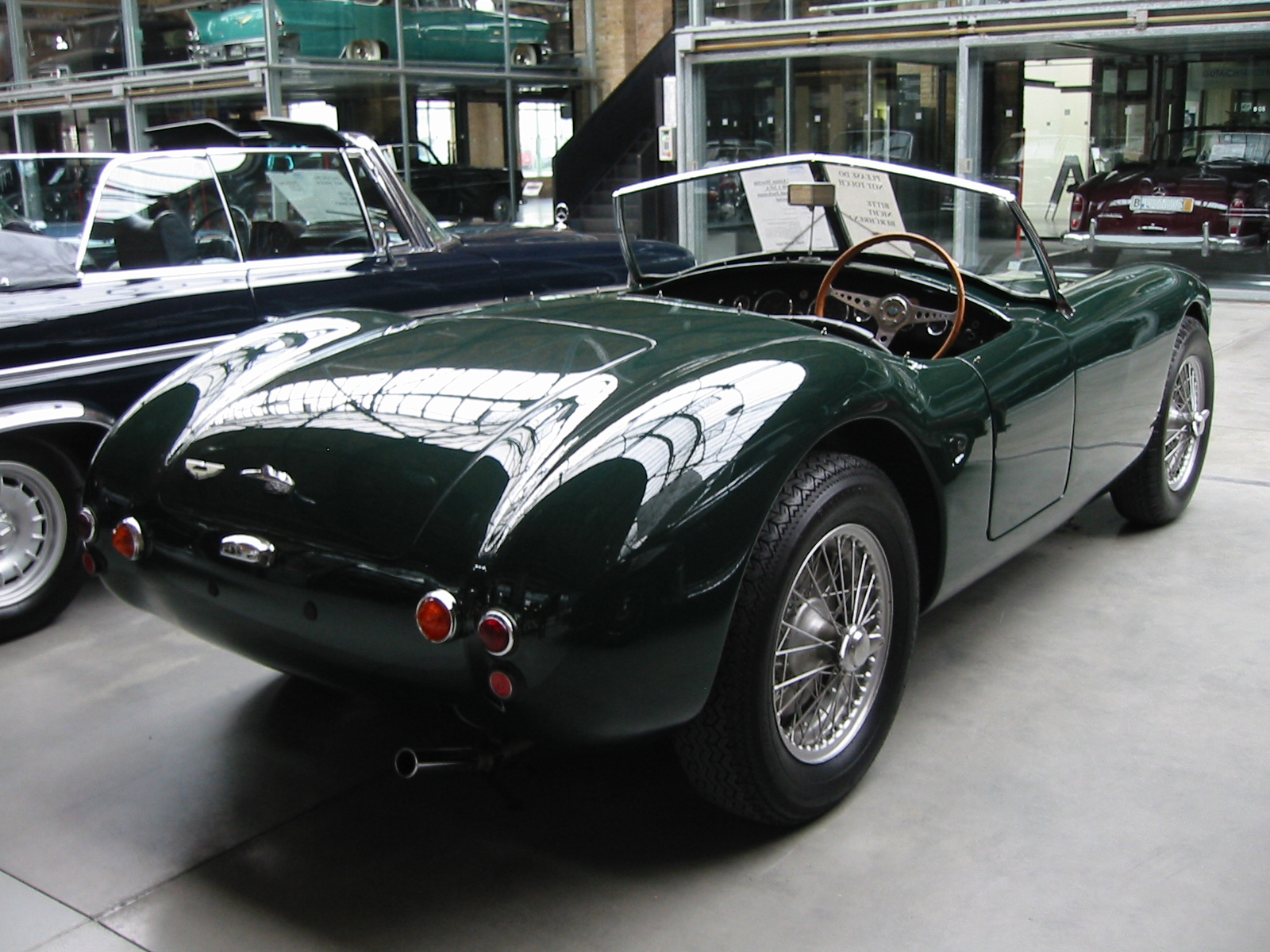
Heckansicht
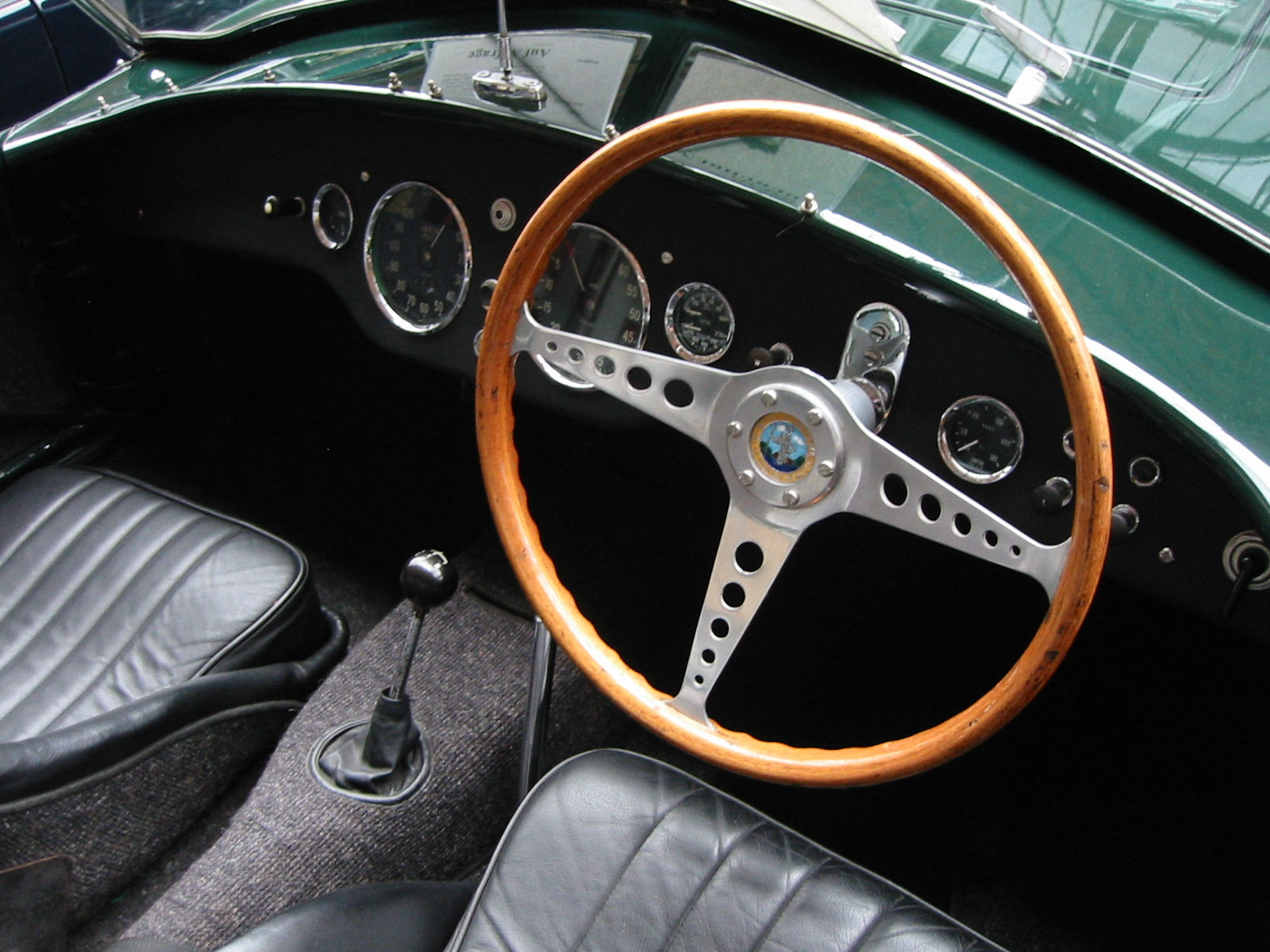
Cockpit